# DSO Milevska
DSO Milevska je dobrovolné sdružení obcí v okresu České Budějovice a okresu Písek, jeho sídlem je Milevsko a jeho cílem je obhajoba a prosazování zájmů členů sdružení a spolupůsobení při ekonomickém a sociálním rozvoji regionu města Milevska. Byl založen v roce 2001, u založení bylo 18 obcí, k roku 2020 sdružuje celkem 26 obcí.

## Obce sdružené v mikroregionu
- Bernartice
- Borovany
- Božetice
- Branice
- Hrazany
- Hrejkovice
- Chyšky
- Jetětice
- Jickovice
- Kostelec nad Vltavou
- Kovářov
- Křižanov
- Kučeř
- Květov
- Milevsko
- Okrouhlá
- Osek
- Přeborov
- Přeštěnice
- Sepekov
- Stehlovice
- Veselíčko
- Vlksice
- Zbelítov
- Zběšičky
- Zhoř